# 冷啖杯
冷啖杯是近年来发源于四川成都的一种街头餐饮。最初的冷啖杯多为露天排挡，提供啤酒与简单的下酒菜，在夏天夜里营业。现在已发展成为一种当地特色，以至于很多经营其他餐饮的餐馆也会在入夜后摆出冷啖杯摊，所以在成都冷啖杯十分普遍。
冷啖杯的菜品以即点即上的凉菜为主，典型的菜式即有包括煮花生、煮毛豆、卤豆腐干、卤猪头肉、凉面一类的凉拌菜和卤菜，也有像放凉的炒土豆丝、虎皮青椒、干煸四季豆、炒田螺、炒小龙虾等炒菜。根据风格不同，一些冷啖杯店也提供干锅、川味海鲜、烧烤等热菜。
冷啖杯一般不供应主食，顾客以喝啤酒为主，也有一些青梅酒、柠檬酒等泡酒供应。